# Ленкоранський економічний район

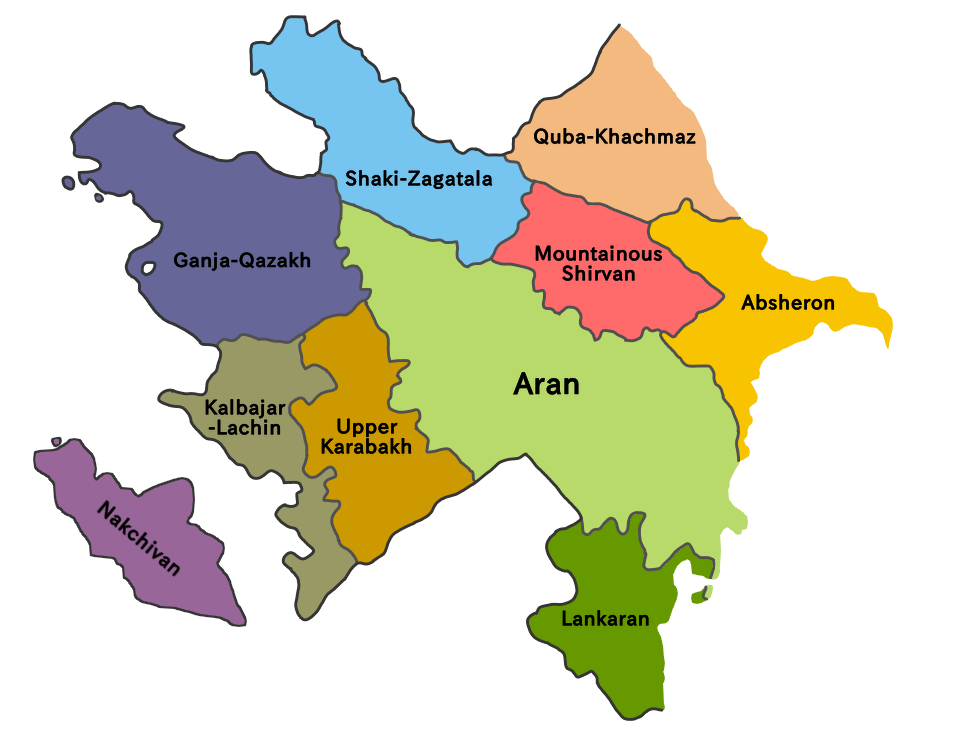
Карта Азербайджану, на якій позначено Ленкоранський економічний район (зафарбований зеленим)

Ленкоранський економічний район (азерб. Lənkəran iqtisadi rayonu) — один з економічних районів Азербайджану. Включає адміністративні райони Астаринський, Джалілабадський, Лерікський, Масаллинський, Ярдимлинський і Ленкоранський. Площа — 6070 км2, що становить 7 % загальної площі республіки. За рельєфом місцевості ділиться на 2 частини — Талишську низовину і Талишські гори. 26 % території району вкрито лісами. Район багатий термальними мінеральними джерелами.
В економічному районі налічується 8 міст, 6 районів, 13 селищ і 642 села. В області функціюють 182 муніципалітети. Всі адміністративні райони створено в радянський період Указом Верховної Ради Азербайджанської РСР від 8 серпня 1930 року. Ті ж адміністративні райони залишилися після здобуття Азербайджаном незалежності. Кожен адміністративний район очолює глава виконавчої влади, який призначається Президентом Азербайджану.

## Географія
Талишські гори в західній частині та близькість Ленкоранської низовини до Каспійського моря забезпечують різноманітний клімат у Ленкоранському економічному районі. Літо спекотне й переважно сухе. Середня температура липня становить 24—26 °C, а абсолютна максимальна температура — 33—35 °C. Зима дуже м'яка. Середня температура січня становить −2 — (−4) °С, абсолютна мінімальна температура становить −5 — (−11) °C. Кількість сніжних днів — від 10 до 30. В гірських районах відносно прохолодне літо; середня температура липня 19—20 °С.
Ленкоранський економічний район має густу річкову мережу. Річки району живляться переважно дощовою водою. На річках побудовано кілька водосховищ для постачання району питною й поливною водою. Найбільше водосховище економічного району — Ханбуланчай, побудоване 1977 року.
Ленкоранський економічний район має різноманітний ґрунтовий покрив. На Ленкоранській низовині переважають жовті ґрунти. Рівнинно-передгірська зона вкрита лісовими ґрунтами. У Талишських горах поширені бурі гірсько-лісові і гірсько-лугові ґрунти. Коричневі гірсько-лісові ґрунти утворюються в сухому і теплому кліматі (загальна кількість опадів 400 мм, середньорічна температура +12 °С). Ці ґрунти поширені в середньогірській і передгірській зонах економічного району на висотах 600—1200 м.
Жовті ґрунти в Азербайджані поширені тільки в передгір'ях економічного району та займають 157,1 тис. га або 1,8 % всіх земель регіону. Ці ґрунти сформовані в середземноморському типі вологого субтропічного клімату з середньою річною температурою 14 °C і річною кількістю опадів 1300—1900 мм. Більшість опадів випадає восени і взимку. Жовті ґрунти покривають ліси дуба каштанолистого гирканського типу.

## Природні ресурси
З природних ресурсів у районі є пісок, глина, гравій, гіпс, мармур, а також мінеральні води і ліси. Економічний район характеризується густим лісовим покривом. 25,3 % площі лісів знаходиться на території Астаринського, 24,4 % у Лерікського і 20 % у Ленкоранському адміністративному районі. В лісах регіону переважають каштанолистий дуб, шовкова акація тощо.
Мінеральні джерела економічного району мають лікувальні властивості. В Астаринському районі до 20 мінеральних джерел. Температура води в них становить 35—50 °С. В складі таких джерел, як Ленкоран, Ашагі Ленкоран, Хавзава, Нафтоні, Мешешу, Ібадісу та інших у Ленкоранском адміністративному районі, багато сірки і мінералів, які важливі для лікування. На території Масаллинського, Лерікського, Ярдимлинського адміністративних районів є безліч мінеральних джерел, які використовуються в лікувальних цілях.
На території Ленкоранського економічного району розташований заповідник Кизилагадж, де зимують різні птахи, Гирканський національний парк і Зувандський заповідник, багаті реліктовими рослинами. Державний заповідник Кизилагадж створено 1929 року, його площа становить 88 000 га. У цьому заповіднику охороняються різні птахи: лебеді, гуси, качки, косар, золота гуска[прояснити], чаплі. Гирканський національний парк створено 1936 року, його площа становить 2,9 тисячі гектарів. В заповіднику переважають реліктові рослини — залізне дерево, каштанолистий дуб, гледичія каспійська тощо. Зувандський заповідник розташований на території Ярдимлинського адміністративного району. Площа цього заповідника, де охороняється гірський козел, становить 15 тисяч гектарів.

## Населення
Населення — 927,7 тис. осіб на початок 2018 року, що становить 9,3 % населення країни. Густота населення — 153 особи/км2.  Більшість населення складають азербайджанці, проживають також талиші, росіяни.
| Рік         | 2010  | 2013  | 2014  | 2015  | 2016  | 2017  |
| Чисельність | 843,2 | 880,4 | 893,3 | 905,9 | 917,8 | 927,7 |

## Промисловість
Промисловість у Ленкоранському економічному районі має слабші позиції, порівняно з сільським господарством. Основою промисловості є переробка місцевої сільськогосподарської продукції. 90 % промислової продукції регіону припадає на харчову промисловість. Деякі підприємства виробляють м'ясо, молоко, сир та хліб. У Ленкорані розвинене птахівництво.
Є також підприємства з виробництва будівельних матеріалів, меблів, ремонту автомобілів, приладобудування, технічного обслуговування і ремонту сільськогосподарської техніки.

89,7 % промислової продукції Ленкоранського економічного району виробляється в Масаллинському, Ленкоранському і Астаринському районах.

## Сільське господарство
Вирощування чаю є основною сільськогосподарською галуззю в регіоні. Крім того, хліборобство, овочівництво і виноградарство є основними галузями сільського господарства. Ленкоранський економічний район дає 99 % виробленого в країні чаю, 27 % овочів, 15 % зерна, 24 % картоплі, 13 % винограду, 10 % загальної кількості фруктів в Азербайджані. Рівнинні райони Ленкорана, Масаллинський і Астаринський спеціалізуються на вирощуванні чаю, овочевих та баштанних культур. Джалілабадський район славиться виноградарством. В регіоні також ростуть цитрусові.

## Інфраструктура
Транспортна інфраструктура. Залізниця Баку — Астара і паралельна їй автомобільна дорога відіграють важливу роль під час перевезення вантажів і пасажирів до Ірану. В Ленкорані діє аеропорт.
Залізничну лінію Баку — Астара побудовано 1941 року до іранського кордону в Азербайджані. Паралельно залізниці проходить міжнародна магістраль. Ці дороги, прокладені через Ленкорань-Астаринський економіко-географічний регіон, забезпечують російсько-іранські економічні відносини.
Соціальну інфраструктуру складають Ленкоранський державний університет, середні спеціальні школи, драматичний театр, краєзнавчий музей та інші соціальні об'єкти.

## Туризм
Велика кількість холодних і гарячих мінеральних вод, барвистий природний ландшафт, сприятливий вологий клімат, а також розвинена транспортна мережа зумовили розвиток курортів та туристських баз. Нині в районі діють Ленкоранська турбаза і лікарня Мешасу.